# Лас-Вегас-Альтас
Лас-Вегас-Альтас (исп. Las Vegas Altas)  — район (комарка) в Испании, входит в провинцию Бадахос в составе автономного сообщества Эстремадура.

## Муниципалитеты
1. Аседера
2. Конкиста-дель-Гвадияна
3. Кристина (Бадахос)
4. Дон-Бенито
5. Эль-Торвискаль
6. Энтрерриос (Бадахос)
7. Гаргалигас
8. Гвадальпералес
9. Гварения
10. Кортес, Эрнан
11. Манчита
12. Медельин
13. Менгабриль
14. Навальвильяр-де-Пела
15. Обандо
16. Паласуэло
17. Пуэбла-де-Алькольярин
18. Рена (Бадахос)
19. Руэкас
20. Санта-Амалия
21. Торрефреснеда
22. Вальдеорнильос
23. Вальдеторрес
24. Вальдивия (Бадахос)
25. Вильяр-де-Рена
26. Вильянуэва-де-ла-Серена
27. Виварес
28. Ельбес
29. Сурбаран (Бадахос)
30. Вегас-Альтас (Бадахос)